# Jack and the Beanstalk (film 2010)
Jack and the Beanstalk è un film del 2010 diretto da Gary J. Tunnicliffe, tratto dalla fiaba Jack e la pianta di fagioli.

## Trama
Jack sale su una pianta di fagioli enorme per liberare una ragazzina trasformata in un'arpa.

## Riconoscimenti
- 2011 - Young Artist Award
  - Best Performance in a DVD Film – Young Actor[1] a Colin Ford